# Pia Züfle
Pia Züfle (* 12. Mai 1996) ist eine deutsche Fußballspielerin und -trainerin. Ihre Position ist das zentrale Mittelfeld.

## Leben
Pia Züfle besuchte die Staudinger Gesamtschule in Freiburg im Breisgau, eine Eliteschule des Sports. 2022 schloss Züfle am Karlsruher Institut für Technologie (KIT) den Master in Sportwissenschaft ab. 2023 war sie Lehrbeauftragte an der Albert-Ludwigs-Universität Freiburg.

## Karriere

### Vereine
Bis 2009 spielte sie beim SC March, dann wechselte sie zum SC Freiburg. Von der Freiburger U-17 wechselte sie zur Saison 2013/14 in die erste Mannschaft. Ihren ersten Einsatz in der Frauen-Bundesliga hatte sie am 30. März 2014, als sie in der Partie gegen den VfL Sindelfingen in der 73. Minute für Myriam Krüger eingewechselt wurde. Zur Saison 2016/17 wechselte sie in die Schweizer Nationalliga A zum FC Basel. Nach einem halben Jahr kehrte sie mit Lotta Ravn aus Basel zum SC Freiburg zurück. Nach drei Jahren in Freiburgs zweiter Mannschaft schloss sie sich 2020 dem Karlsruher SC an.
2011 vertrat sie den Südbadischen Fußballverband beim U-19-Länderpokal in Duisburg. 

### Trainerin
Züfle begann ihre Trainerkarriere beim Südbadischen Fußballverband, es folgten verschiedene Trainerengagements beim SC Freiburg und dem Karlsruher SC. 2020 erhielt sie die DFB-Elite-Jugend-Lizenz. Von 2022 bis 2024 war Züfle Trainerin der U17-Juniorinnen des SC Freiburg. 2024 kehrte sie zum Karlsruher SC zurück.

### Nationalmannschaft
Züfle absolvierte für die deutsche U-19-Nationalmannschaft sechs Spiele.